# Yabassi (langue)
Pour les articles homonymes, voir yabassi et yabassi (peuple).
 (mai 2015).
Le yabassi est une langue bantoue du Cameroun. 
C'est la langue du peuple Yabassi. Elle est parlée dans la majeure partie de la ville Yabassi et sert de langue véhiculaire des ethnies originaires du département du Nkam situé dans la province du Littoral et pourtant, elle ne possède même pas encore d'orthographe standard. Elle se subdivise en plusieurs dialectes ou parlers tels que le Nyamtan, le Batjop de Yabassi, le penda des Ndokpenda et le Mbellè et le yabassi de Nkongmalang parlé par les villageois de Nkongmalang, Nkongmalang dont une partie se trouve dans la ville voisine de Nkondjock dans le groupement du peuple Mbang.

## Classification
La langue yabassi appartient à la famille des langues bantoues et au groupe des langues sawabantu. Très mal étudiée, Elle n'a pas bénéficié d'une classification de Guthrie ni celle de Bastin/Coupé/Mann en tant que groupe linguistique ou entité linguistique à part entière.  Par manque d'études approfondies, elle est donc confondue avec la langue Bassa ou Basaa du Cameroun alors qu'elle comporte énormément de différences avec cette dernière. Elle se subdivise en plusieurs dialectes proches et éloignés.

### Alphabet Yabassi
Il n'existe pas d'alphabet standard proprement dit, mais en se basant sur les traditions orales et les chansons de certains artistes yabassi, on peut ressortir un alphabet qui obéit pourtant bien à la langue bantoue.
| Alphabet yabassi | Alphabet yabassi | Alphabet yabassi | Alphabet yabassi | Alphabet yabassi | Alphabet yabassi | Alphabet yabassi | Alphabet yabassi | Alphabet yabassi | Alphabet yabassi | Alphabet yabassi | Alphabet yabassi | Alphabet yabassi | Alphabet yabassi | Alphabet yabassi | Alphabet yabassi | Alphabet yabassi | Alphabet yabassi | Alphabet yabassi | Alphabet yabassi | Alphabet yabassi | Alphabet yabassi | Alphabet yabassi | Alphabet yabassi | Alphabet yabassi | Alphabet yabassi | Alphabet yabassi | Alphabet yabassi | Alphabet yabassi | Alphabet yabassi | Alphabet yabassi | Alphabet yabassi |
| ---------------- | ---------------- | ---------------- | ---------------- | ---------------- | ---------------- | ---------------- | ---------------- | ---------------- | ---------------- | ---------------- | ---------------- | ---------------- | ---------------- | ---------------- | ---------------- | ---------------- | ---------------- | ---------------- | ---------------- | ---------------- | ---------------- | ---------------- | ---------------- | ---------------- | ---------------- | ---------------- | ---------------- | ---------------- | ---------------- | ---------------- | ---------------- |
| Majuscules       | A                | B                | Ɓ                | C                | D                | Ɗ                | E                | Ɛ                | F                | G                | H                | I                | J                | K                | L                | M                | N                | Ŋ                | ɲ                | O                | Ɔ                | P                | R                | S                | T                | U                | W                | X                | Y                | Z                |                  |
| Minuscules       | a                | b                | ɓ                | c                | d                | ɗ                | e                | ɛ                | f                | g                | h                | i                | j                | k                | l                | m                | n                | ŋ                | ɲ                | o                | ɔ                | p                | r                | s                | t                | u                | w                | x                | y                | z                |                  |
| Phonèmes         | /a/              | /b/              | /ɓ/              | /ts/             | /d/              | /ɗ/              | /e/              | /ɛ/              | /f/              | /ɡ/              | /h/              | /i/              | /dz/             | /k/              | /l/              | /m/              | /n/              | /ŋ/              | /ɲ/              | /o/              | /ɔ/              | /p/              | /r/              | /s/              | /t/              | /u/              | /w/              | /ʃ/              | /j/              | /z/              |                  |

Les tons notés sont :
- le ton haut noté à l’aide de l’accent aigu : á,
- le ton bas est noté par la voyelle seule : à
- le ton montant noté à l’aide de l’accent antiflexe : ǎ
- le ton descendant noté à l’aide de l’accent circonflexe : â

Tous les voyelles peuvent être accentuées.

## Éléments linguistiques
- Code de langue IETF : bnt

### Préfixes nominaux
| Classes | Préfixes reconstruits | Sens approximatifs                                     | Autres formes                                          |
| ------- | --------------------- | ------------------------------------------------------ | ------------------------------------------------------ |
| 1       | *mo-                  | personne, humain                                       | mu- / m- nu- /n-                                       |
| 2       | *bo-                  | pluriel de classe 1                                    | ba-                                                    |
| 3       | *mu-                  | inanimé, organes humains                               | u- / m- / n-                                           |
| 4       | *mi-                  | pluriel de classe 3                                    |                                                        |
| 5       | *(d)i -               | abstraits, organes humains, inanimés, liquides, divers | e- / m- / n- je- / di-                                 |
| 6       | *ma-                  | liquides, pluriel des classe 5,9                       | ma- / m- (lega)                                        |
| 7       | *i-                   | objets materiels, divers                               | e- / hi-                                               |
| 8       | *bi ̹-                 | pluriel de la classe 7                                 | be- / ba-                                              |
| 9       | *n-                   | animal, inanimé                                        | n- / m- / ji-                                          |
| 10      | *hi-                  | végétations, plantes, bois, lieux dérivés              |                                                        |
| 11      | *tu-                  | pluriel de la classe 10                                |                                                        |
| 12      | *su-                  | lieux, institutions                                    | so- (Bakoko) su- (yabassi) su- (ewodi)                 |
| 13      | *ki-                  | manière                                                | ki- / wè (yabassi) ka- (Duala)                         |
| 14      | *ku-                  | infinitif                                              | ko- (yabassi)                                          |
| 15      | *di-                  | provenance                                             | ji- (nyamtan)                                          |
| 16      | *i-                   | locatif(éloigné ou non précis), direction              |                                                        |
| 17      | *mu-                  | locatif (intérieur), instrumental                      | mu- /munu-                                             |
| 18      | *bi- (suffixe)        | diminutif (choses)                                     | bi- (yabassi)                                          |
| 19      | *di- (suffixe)        | diminutif (personnes)                                  | di- / di- /ga- / ka-(yabassi) ga- (bakaka) ga- (mungo) |

### Quelques mots
| Mot                                                           | Traduction                                                                                         |
| ------------------------------------------------------------- | -------------------------------------------------------------------------------------------------- |
| terre (les terres)                                            | ngenda (magenda), njaka (binjaka), nzaka (binzaka)                                                 |
| les nuits                                                     | bidu’u, biLu’u                                                                                     |
| le sol (les sols)                                             | isi, Si (bisi, masi)                                                                               |
| eau                                                           | madiyá (ancien), malébá/malééb(plus utilisé)                                                       |
| le pantalon (les pantalons)                                   | itrosís (bitrosís )                                                                                |
| la personne (quelqu'un)                                       | mot                                                                                                |
| homme                                                         | molóm, mulóm                                                                                       |
| femme                                                         | motaa, mutaa                                                                                       |
| l'enfant (les enfants)                                        | maán/maanɛ́, muanɛ́ (ɓaanɛ́, ɓɔɔnɛ́, ɓɔɔ́n)                                                             |
| le gamin (les gamins)                                         | hianɛ́/hanɛ́, hiɔnɛ́/hɔnɛ́ (tuanɛ́, tuɔnɛ́)                                                              |
| être humain                                                   | moto binama, mot binam, mut binam                                                                  |
| boire                                                         | nyɔ, nwɔ                                                                                           |
| grand, gros, gras                                             | kɛ́ŋ, koto                                                                                          |
| gros, énorme, (costaud)                                       | kɛ́ŋ, koto, Mbandáŋ,                                                                                |
| mince, maigre                                                 | Sa’a, nkóti                                                                                        |
| petit                                                         | sala, sa'a (diminutif de sala , et plus utilisé que la forme originale qui est sala), hititi, ndúŋ |
| peu, peu de, un peu, quelque                                  | ndúŋ, mbumbí                                                                                       |
| le jour (jour de 24 heures)                                   | Diwu, wu                                                                                           |
| jour (période allant du lever du soleil au coucher du soleil) | kɛ́ɛ́l, kɛ́ɛ́                                                                                          |
| matin (en matinée)                                            | disɛ́mbí/sɛ́mbí (ni sɛ́mbí), kébàá/kébàá (ni kébàá/ni kéwàá), muúsi (ni muúsi)                        |
| le soir (Les soirs)                                           | ngongowa (ni ngongowa), koró (ni koró)                                                             |
| L'amour                                                       | ntɔ́ndi, ntɔ́ndɛ                                                                                     |
| oui                                                           | éeh                                                                                                |
| non                                                           | kɛ́m                                                                                                |

## Corps
| Mot                         | Traduction                                     |  |
| --------------------------- | ---------------------------------------------- |  |
| le poumon (les poumons)     | itataka (bitataka)                             |  |
| le rein (les reins)         | disám (masám), disámbo (masámbo)               |  |
| la langue (les langues)     | ilémbi (bilémbi)                               |  |
| la dent (les dents)         | disɔ̌ŋ (masɔ̌ŋ)                                  |  |
| le ventre (les ventres)     | dibum, dibumu (mabum, mabumu)                  |  |
| l'œil (les yeux)            | dyǐs, dyisó, tyǐs, tyisó (mǐs, misó)           |  |
| le pancréas (les pancréas)  | mbalém, mbalémba (mibalém, mibalémba)          |  |
| la bile (les biles)         | njoŋló (mijoŋló), dyoŋló/tyoŋló (moŋló)        |  |
| la gencive (les gencives)   | ikíkí, ikígí (bikíkí, bikígí)                  |  |
| l'oreille (les oreilles)    | uwói/wói, diwóó/wóó (mawói, mawóó)             |  |
| le pectoral (les pectoraux) | dibéká (mabéká), dibééka (mabééka)             |  |
| le cheveu (les cheveux)     | súki (bisúki), hiɔŋ/hɔŋ hiə nŋɔ́ (tuɔŋ tuə nŋɔ́) |  |

## Quelques phrases en langue yabassi
| Mot                                                                      | Traduction |  |
| ------------------------------------------------------------------------ | --- |  |
| je t'aime                                                                | mǎ tɔ́ndɛ wɛ, mǎ tɔ́ndi wɛ, mǐ tɔ́ndi wɛ, mi nə tɔ́ndi wɛ, ma nə tɔ́ndi wɛ, ma nə tɔ́ndɛ wɛ                                      |  |
| je te crois, j'ai foi en toi                                             | mǎ dúbɛ wɛ, ma nə dúbɛ wɛ, mǐ dúbɛ wɛ, mi nə dúbɛ wɛ                                                                       |  |
| Que Dieu bénisse l'Afrique !                                             | Nyamá/Nyammá ánámísɛ́ Afríka !, Ngii/Ngidi ánámísɛ́ Afríka!                                                                  |  |
| je vous verrai                                                           | ma kí sókɛ ɓéé(n), ma kí sówɛ ɓéé(n), mi kí sówɛ ɓéé(n), m’a ɛ́rɛ́ ɓéé(n), m’a súwɛ ɓéé(n)                                   |  |
| je vais à l'école                                                        | mǎ kɛ/tɔ í sukúlu, ma nə kɛ/tɔ í sukúlu, mǐ kɛ/tɔ í sukúlu, mi nə kɛ/tɔ í sukúlu                                           |  |
| donne - moi de l'eau                                                     | tí mɛ malééb/malébá/madiyá, hela (ha) mɛ madiyá/malébá/malééb !!                                                           |  |
| S'il te plait, s'il vous plait                                           | sôn |  |
| J'accepte tes excuses !                                                  | mǎ kemisɛ milakisa miɔ́ŋ / ma nə kemisɛ milakisa miɔ́ŋ ; mǐ nɛɛbɛ milakisa miɔ́ŋ / mi nə nɛɛbɛ milakisa miɔ́ŋ                  |  |
| les enfants vantards adorent montrer leurs argents aux belles femmes     | ɓaanɛ́/ɓɔɔnɛ́/ɓɔ̀ɔ́n ɓaə bilangí ɓa nə kɔɔ hɛ́blɛ́/wúndila ɓotaa ɓáə mpesa mɔní miáb                                             |  |
| Je prie Dieu tout le temps                                               | mǎ káánɛ Ngii/Ngidí póndásó/fóndásó, ma nə káánɛ Ngii/Ngidi póndásó/fóndáso ; mǐ káanɛ́ Nyamá byɔŋ tɛ́, mi nə káánɛ byɔŋ tɛ́. |  |
| Je t'aime                                                                | mǎ tɔ́ndɛ wɛ, mǎ nə tɔ́ndɛ, mǎ tɔ́ndi wɛ, mǎ nə tɔ́ndi wɛ, mǐ tɔ́ndi wɛ, mi nə tɔ́ndi wɛ                                         |  |
| Je vous adore                                                            | mǎ kɔɔ ɓéé(n), ma nə kɔɔ ɓéé(n) ; mǐ kɔɔ ɓéé(n), mi nə kɔɔ ɓéé(n)                                                          |  |
| Chaque femme devra acheter encore de nouvelles chaussures                | motaa tɛ́ akí láma sɔ́mbi pɛ́/fɛ́ bitámbí biyɔndɔ́ ; mutaa tɛ a’a lámá sɔ́mbi pɛ́ bitámbí biyɔndɔ́                                 |  |
| les décisions (conclusions) qui étaient prises hier n'étaient pas bonnes | bisúkisɛ́nɛ́ bilɛ́ biɓéé binə jóŋa yaán, biɓéé yě láám/lámo ; bisúkusɛ́nɛ́ bilɛ́ biɓéé yɔŋɔká yaán , biɓéé yě láám/lámo.         |  |

## Nombres
| Mot       | Traduction |
| --------- | --- |
| un        | áta / bɔk (iáta, diáta, biáta, játa, miáta, maáta, tuáta, tiáta, eáta, ɓaáta...)                                        |
| deux      | báá/bazó (ibáá, mibáá, mabáá, ɓabáá, dibáá, bibáá, hibáá, tubáá, ...)                                                   |
| trois     | há/rá/lá (mihá/rá/lá, mahá/rá/lá, ihá/rá/lá, dihá/rá/lá, hihá/rá/lá, tuhá/rá/lá, bihá/rá/lá, mahá/rá/lá, ɓahá/rá/lá...) |
| quatre    | na (mina, mana, ɓana, ina, bina, dina, jina...)                                                                         |
| cinq      | tân/tâni (mitân/tâni, itân/tâni, ditân/tâni, matân/tâni, ɓatân/tâni, bitân/tâni...)                                     |
| six       | samá (isamá, esamán, bisamán, masamán, disamán...)                                                                      |
| sept      | saambɔk (isaambɔk, misaambɔk, masaambɔk, disaambɔk, bisaambɔk...)                                                       |
| huit      | luɛm / luɛmbi |
| neuf      | bôo / bou |
| dix       | dyǒm, tyǒm, tyomí, dyomí, dikúmi                                                                                        |
| onze      | dyǒm-ni-átá, tyǒm-ni-átá                                                                                                |
| 20        | mǒm maɓáà , mǒm maâ |
| 23        | mǒm maɓáà-ni-há/rá/lá , mǒm maâ-ni-há/rá/lá                                                                             |
| 50        | mǒm-maə-tân |
| 100       | Mbokó |
| 1000      | hikólí |
| 10 000    | dyǒm-diə-tukólí, dyǒm-diə-tikólí                                                                                        |
| 100 000   | Mbotó iDikóli, Mbotó i Dikóli...                                                                                        |
| 1 000 000 | Didón, Jidón, dón, Edón,                                                                                                |